# 5-MeO-DET
5-MeO-DET یا ۵-متوکسی-N,N-دی‌اتیل‌تریپتامین یک تریپتامین توهم‌زا است.

## فارماکولوژی
5-MeO-DET بازجذب سروتونین را با مقدار IC 50=۲٫۴ μM مهار می‌کند و گیرنده‌های 5-HT2A با مقدار EC 50=۸٫۱۱ را فعال می‌کند.

## اثرات
گزارش شده‌است که دوزهای پایین (۱–۰٫۵ میلی‌گرم) باعث آرامش جسمی با اثرات انتوژنیک بالا و خفیف می‌شود. شولگین در کتاب TiHKAL گزارش می‌دهد که دوزهای بالاتر (۳–۱ میلی‌گرم) می‌تواند واکنش‌های بسیار ناخوشایندی ایجاد کند.

## همچنین ببینید
- 5-MeO-DiPT
- 5-MeO-DMT
- 5-MeO-MiPT
- TiHKAL